# Grotte d'Erdőhát út
La grotte d'Erdőhát út (en hongrois : Erdőhát úti-barlang) se situe dans le 3e arrondissement de Budapest, dans les collines de Buda, sur Mátyáshegy.